# Abdul Kader Keïta
Abdul Kader Keïta (nascut a Abidjan el 6 d'agost del 1981) és un futbolista professional ivorià que juga com a davanter a l'Al-Sadd.